# Паломничество в Палестину (Ювачёв)
Паломничество в Палестину — художественно-публицистические очерки о православном паломничестве в Палестину, совершённом писателем И. П. Ювачёвым в 1900 году.

## История написания и публикация
Иван Ювачёв совершил паломничество в Святую землю весной 1900 года. После возвращения из паломничества в 1900—1901 годах Ювачёв не имел возможности заняться написанием очерков, поскольку был занят на работах в Средней Азии и только в 1902 году, став членом редколлегии «Исторического Вестника», ему удалось опубликовать часть воспоминаний в семи последних выпусках года.
Отдельным полным изданием (с дополнением главы XXXVIII) книга вышла в 1904 году в качестве бесплатного приложения к журналу «Отдых христианина». Издание иллюстрировано 126 фотографиями и рисунками, большинство из которых было предоставлено автору Н. М. Аничковым, — помощником председателя Императорского Православного Палестинского общества.
Несмотря на то, что в своих очерках паломничества в Святую землю Иван Ювачёв весьма критически пишет о православных греках Палестины (например в главе «В Иерусалимском храме» читаем: «Много я слышал про вымогательство греков, но такая развязность и поразила и возмутила меня». Речь о том, как греки многократно перепродавали уже использованные дорогие свечи у Гроба Господня, не желая продавать дешёвые), цензор протоиерей Философ Орнатский (причисленный к лику святых Русской православной церкви в 2000 году) 10 марта 1904 года подписал разрешение на публикацию книги.

## Переиздание
В начале 2000-х годов многие читатели этой редкой книги, познакомившиеся с ней по отрывочным сведениям в Интернете, стали испытывать нужду в переиздании паломнических очерков, и в 2014 году в издательстве ОЛМА Медиа Групп такое переиздание осуществилось. Издатели посчитали очерки Ювачёва живописным документом времени, образцовым воплощением жанра, почти утраченного в современной беллетристике.